# MODX
MODX (читается «мо́дэкс») — система управления содержимым с открытым исходным кодом и открытой лицензией. Написана на языке программирования PHP, использует для хранения данных СУБД MySQL или MS SQL.

## История
Разработчики Рэймонд Ирвинг (англ. Raymond Irving) и Райан Траш (англ. Ryan Thrash) начали работу над проектом MODX CMS в 2004 году.
Проект MODx был начат как модуль для поддержки DocVar для CMS Etomite, его авторами были Raymond Irving и Ryan Thrash. После того, как разработчики Etomite отказались от развития своей CMS как открытого продукта, весной 2005 года авторами MODx был предпринят форк системы, и она стала развиваться в качестве самостоятельного продукта.
23 марта 2010 года — выходит первая версия MODX Revolution, полностью переписанная CMS.
В октябре 2012 года запускают сервис MODX Cloud — облачный хостинг для сайтов на MODX.
15 июля 2014 года — выходит новая версия MODX Revolution 2.3.
2015 год — выходит версия MODX Revolution 2.4.
27 апреля 2016 года вышла версия 2.5, в которой значительно улучшена скорость работы движка, а также внедрены иные значительные изменения.
1 ноября 2017 года вышла версия 2.6.0, с поддержкой php 7.x.

## Встроенные средства
- Система регистрации пользователей
- Встроенный поиск на AJAX
- Система генерации меню сайта
- Система публикации комментариев (с модерацией и подпиской)
- Генерация каталогов/блогов/новостей и т.п.
- Короткие URL (иначе «человеко-понятные урл’ы» — ЧПУ)
- Поддержка модульной разработки: плагин-шаблон-чанк-сниппет
- Поддержка XHTML 1.0 Strict спецификации[14]
- WYSIWYG-редактор (TinyMCE — как надстройка)

## Преимущества
- Графический веб-установщик
- Полный контроль над выводом HTML-кода, разделение логики работы CMS и дизайна
- Легкая расширяемость, возможность создавать программный код в сниппетах, модулях и плагинах, а также подключать параметры Template Variable (TV) для создания дополнительных полей[15]
- Поддержка AJAX, MooTools, prototype, jQuery, ExtJS[16]
- Поддержка PHP 5.3.3  и выше
- Кросс-браузерность и кросс-платформенность работы
- Возможна установка на веб-серверы IIS, Apache, Nginx, Lighttpd и Zeus
- Возможно размещение в «облаке» через Amazon Elastic Compute Cloud (EC2) и в собственном облаке MODX Cloud
- Рекурсивный парсер для вложенной функциональности
- Полный контроль над всеми метаданными и структурой URL для поисковой оптимизации
- Совместимость с MVC (Model-View-Controller)[прояснить]
- Контроль доступа и назначение прав для доступа к менеджеру сайта ACL
- Возможность настройки менеджера под нужды заказчика
- Репозиторий готовых расширений[17]

## Версии
0.9.6.x — первоначальная основа программного кода, которая была запущена с первого стабильного релиза в виде версии 0.9.0 в конце октября 2005 года. Поддерживается другой группой разработчиков .
MODX 1.x Evolution (Evo) — предшествующая версия MODX до Revo
Версия Evo командой активно развивается силами сообщества Evolution, не уступая в развитии REVO[обновить данные]. Текущая версия системы 1.14. последнее обновление 11 января 2017 года и дальнейшее прекращение поддержки со стороны MODX LLC.
С 19 июля 2017 год релиз версии 1.3.0 в виде форка с новым именем Evolution CMS. В дальнейшем пути развития Evolution и Revolution расходятся, так что ветку Evolution CMS нужно рассматривать, как самостоятельную CMS, не относящуюся к MODX.
MODX 2.x Revolution (Revo)  — новая версия, полностью объектно-ориентированная система управления сайтами MODX, которая активно развивается и поддерживается командой разработки.
Система предназначена для ликвидирования найденных в оригинальном коде ограничений с помощью действительно рекурсивного парсера.
MODX 3 — новая версия системы, призванная сократить технологическое отставание от других современных CMS. Разработка ведётся с 2013 года. Первый релиз, - версия 3.0.0, - вышел 30.03.2022 года.

## Награды

### Packt Publishing
- Packt Publishing[англ.] | 2007 Самая перспективная открытая CMS — 1-е место[20]
- Packt Publishing | 2009 Открытая CMS, общий зачёт — 2-е место[21]
- Packt Publishing | 2010 Overall Best Open Source CMS Award — 3-е место[21]

### CMS Critic
- 2012 - Best Open Source CMS - Critic's Choice CMS Award Winners[22]
- 2013 - Best Open Source CMS - People's Choice CMS Award Winners[22]